# Heini Wahl
Heini Wahl (* 8. November 1940) ist ein Hunsrücker Volkssänger.

## Leben
Wahl begann Anfang der 1980er-Jahre Heimatlieder zu komponieren und zu arrangieren. In den 1990er-Jahren belegten verschiedene seiner Lieder monatelang erste sowie vordere Plätze in den Volksmusik-Hitparaden verschiedener Rundfunkanstalten, wobei sein größter Erfolg das Lied „Heimat im Hunsrück“ war.

## Diskographie
1. Heimat im Hunsrück und Naheland (Kerston Records, 1985)[3]
2. Hunsrück mein Heimatland (Hohner, 1989)[4]